# Kids' Choice Awards 2002
La 14ª edizione dei Nickelodeon Kids' Choice Awards si è svolta il 20 aprile 2002 presso il complesso Barker Hangar di Santa Monica. L'edizione è stata condotta per la settima volta di fila da Rosie O'Donnell.
La sigla scelta per la trasmissione è stata una versione strumentale del brano "She Blinded Me with Science" del musicista Thomas Dolby.
Durante l'evento si sono esibiti i B2K con "Uh Huh", P!nk con "Get the Party Started" e Usher col brano "U Don't Have to Call".
Nel palinsesto dell'emittente, la premiazione è stata seguita dalla messa in onda dell'episodio pilota della serie animata "Le avventure di Jimmy Neutron".

## Candidature
I vincitori sono indicati grassetto.

### Televisione

#### Serie TV preferita
- Lizzie McGuire
- Buffy l'ammazzavampiri
- Friends
- Settimo cielo

#### Attore televisivo preferito
- Nick Cannon – The Nick Cannon Show
- Frankie Muniz – Malcolm
- Matt LeBlanc – Friends
- Bernie Mac – The Bernie Mac Show

#### Attrice televisiva preferita
- Amanda Bynes – The Amanda Show
- Hilary Duff – Lizzie McGuire
- Melissa Joan Hart – Sabrina, vita da strega
- Jennifer Aniston – Friends

#### Miglior serie animata
- I Simpson
- Scooby-Doo
- Hey, Arnold!
- I Rugrats

### Cinema

#### Film preferito
- Colpo grosso al drago rosso - Rush Hour 2 (Rush Hour 2), regia di Brett Ratner
- Harry Potter e la pietra filosofale (Harry Potter and the Philosopher's Stone) , regia di Chris Columbus
- Il dottor Dolittle 2 (Dr. Dolittle 2), regia di Steve Carr
- Shrek, regia di Andrew Adamson e Vicky Jenson

#### Attore cinematografico preferito
- Chris Tucker – Colpo grosso al drago rosso - Rush Hour 2
- Jackie Chan – '"Colpo grosso al drago rosso - Rush Hour 2
- Eddie Murphy – Il dottor Dolittle 2
- Brendan Fraser – La mummia - Il ritorno

#### Attrice cinematografica preferita
- Jennifer Lopez – Prima o poi mi sposo
- Julie Andrews – Pretty Princess
- Raven-Symoné – Il dottor Dolittle 2
- Reese Witherspoon – La rivincita delle bionde

#### Voce in un film d'animazione preferita
- Eddie Murphy – Shrek
- Billy Crystal – Monsters & Co.
- Mike Myers – Shrek
- Cameron Diaz – Shrek

### Musica

#### Gruppo musicale preferito
- Destiny's Child
- Backstreet Boys
- Dream
- NSYNC

#### Band preferita
- Baha Men
- Creed
- Smash Mouth
- Sugar Ray

#### Cantante maschile preferito
- Nelly
- Bow Wow
- Lil' Romeo
- Aaron Carter

#### Cantante femminile preferita
- P!nk
- Janet Jackson
- Britney Spears
- Jennifer Lopez

#### Canzone preferita
- Get the Party Started – P!nk
- Don't Let Me Be the Last to Know – Britney Spears
- I'm a Believer – Smash Mouth
- Pop – NSYNC

### Sport

#### Atleta maschile preferito
- Michael Jordan
- Shaquille O'Neal
- Kobe Bryant
- Tiger Woods

#### Atleta femminile preferita
- Michelle Kwan
- Mia Hamm
- Serena Williams
- Venus Williams

#### Squadra sportiva preferita
- Los Angeles Lakers
- San Francisco 49ers
- Arizona Diamondbacks
- New York Yankees

### Miscellanea

#### Videogioco preferito
- Mario Kart: Super Circuit
- Backyard Basketball
- Crash Bandicoot: L'ira di Cortex
- Harry Potter e la pietra filosofale

#### Libro preferito
- Harry Potter
- Shrek!
- Atlantis - L'impero perduto
- Chicken Soup for the Soul

#### Spaccaculi preferito
- Jackie Chan – Colpo grosso al drago rosso - Rush Hour 2
- Antonio Banderas – Spy Kids
- Chris Tucker – Colpo grosso al drago rosso - Rush Hour 2
- Elijah Wood – Il Signore degli Anelli - La Compagnia dell'Anello

#### Spaccaculi preferita
- Sarah Michelle Gellar – Buffy l'ammazzavampiri
- Jessica Alba – Dark Angel
- Angelina Jolie – Lara Croft: Tomb Raider
- Zhang Ziyi – Colpo grosso al drago rosso - Rush Hour 2

### Premi speciali

#### Miglior rutto
- Jessica Alba e Steve Irwin

#### Wannabe Award
- Janet Jackson